# Nekrolog 1277
Nekrolog
◄◄
| ◄
| 1273
| 1274
| 1275
| 1276
| 1277 | 1278 | 1279 | 1280 | 1281 | ► | ►►
Weitere Ereignisse | Allgemeiner Nekrolog 1277
Die Beschreibung der verstorbenen Person sollte so kurz wie möglich gehalten sein und nur deren signifikante Tätigkeit(en) enthalten.
Neue Namen ggf. auch unter dem Geburts- und Sterbedatum, also etwa unter 1. Januar und im Geburts- und Sterbejahr (2024) eintragen (nur bei entsprechender großer Wichtigkeit). Für Beispiele siehe die schon vorhandenen Artikel.
Außerdem über die fünf zuletzt Verstorbenen, zu denen es einen ausreichend guten Artikel für eine Präsentation auf der Hauptseite gibt, nach der todesbedingten Überarbeitung der Artikel ggf. auch unter Wikipedia Diskussion:Hauptseite informieren und sie am besten auch in den anderen Wikipedia-Sprachversionen eintragen. Tipp: Regelmäßig bei news.google.de nach „ist tot“, „gestorben“ oder „verstorben“ suchen.
Wenn eine Person gestorben ist, gibt es viele Seiten zu dieser Person in der Wikipedia, die davon auch betroffen sind und entsprechend aktualisiert werden müssen. Beispiele: Namenübersichtsseite, Geburtsjahr, Geburtsort-Seiten und viele mehr.
Wie finde ich die betroffenen Seiten?
Im Suchfeld auf der linken Seite gibt man den Suchbegriff so ein: „Vorname Nachname“. Dann klickt man auf Volltext und alle Seiten mit entsprechendem Suchtext werden aufgerufen. Hier sieht man dann schnell, wo auch das Todesjahr Sinn macht oder sogar ein Teil des Artikels angepasst werden muss. Auch hilft das „Werkzeug“ auf der linken Seite sehr gut, um solche Seiten aufzufinden: „Links auf diese Seite“. Somit ist die Wikipedia wieder aktuell in allen Bereichen! Hinweis: bei Eintragung der Kategorie „Gestorben JAHR“ wird der Missbrauchsfilter 49 ausgelöst, was jedoch nicht schlimm ist. Siehe: Spezial:Missbrauchsfilter/49
Dies ist eine Liste von im Jahr 1277 verstorbenen bekannten Persönlichkeiten. Die Einträge erfolgen innerhalb der einzelnen Daten alphabetisch sortiert. Tiere sind im Nekrolog für Tiere zu finden.

## Januar
| Tag        | Name                     | Beruf, bekannt als                                                      | Alter | Beleg |
| ---------- | ------------------------ | ----------------------------------------------------------------------- | ----- | ----- |
| 1. Januar  | Philipp von Anjou        | Sohn von Karl I. von Anjou, Titularkönig von Sardinien und Thessaloniki |       |       |
| 11. Januar | Robert V.                | Graf von Auvergne und Graf von Boulogne                                 |       |       |
| 12. Januar | Philippe de Toucy        | Regent des lateinischen Kaiserreichs, Admiral von Sizilien              |       |       |
| 15. Januar | Konrad II. von Sternberg | Erzbischof von Magdeburg                                                |       |       |

## Februar
| Tag         | Name                 | Beruf, bekannt als            | Alter | Beleg |
| ----------- | -------------------- | ----------------------------- | ----- | ----- |
| 14. Februar | Ulrich von Güttingen | Abt der Fürstabtei St. Gallen |       |       |

## März
| Tag      | Name               | Beruf, bekannt als                        | Alter | Beleg |
| -------- | ------------------ | ----------------------------------------- | ----- | ----- |
| 3. März  | Folke Johansson    | Erzbischof von Schweden                   |       |       |
| 23. März | Eberhard I.        | Bischof von Worms                         |       |       |
| 26. März | Albert von Mußbach | adeliger Domherr in Speyer sowie in Worms |       |       |

## Mai
| Tag     | Name           | Beruf, bekannt als                                        | Alter | Beleg |
| ------- | -------------- | --------------------------------------------------------- | ----- | ----- |
| 1. Mai  | Stefan Uroš I. | serbischer König (1243–1276)                              |       |       |
| 12. Mai | Rudolf I.      | Graf von Tübingen in Herrenberg und Vogt von Sindelfingen |       |       |
| 14. Mai | Nikolaus I.    | Herr zu Rostock (1229–1234) und Herr zu Werle (1292–1234) |       |       |
| 20. Mai | Johannes XXI.  | Papst (1276–1277)                                         |       |       |

## Juni
| Tag      | Name               | Beruf, bekannt als                     | Alter | Beleg |
| -------- | ------------------ | -------------------------------------- | ----- | ----- |
| 6. Juni  | Simon I. von Lippe | Bischof von Paderborn                  |       |       |
| 20. Juni | Baibars I.         | Mamluke, Sultan von Ägypten und Syrien |       |       |
| 23. Juni | Peder Bang         | Bischof von Roskilde                   |       |       |
| Juni     | Nicolas l’Aleman   | Herr von Caesarea                      |       |       |

## Juli
| Tag      | Name            | Beruf, bekannt als    | Alter | Beleg |
| -------- | --------------- | --------------------- | ----- | ----- |
| 13. Juli | Leo Thundorfer  | Bischof in Regensburg |       |       |
| 20. Juli | Dietrich Luf I. | Graf von Saarbrücken  |       |       |

## August
| Tag        | Name                    | Beruf, bekannt als | Alter | Beleg |
| ---------- | ----------------------- | ------------------ | ----- | ----- |
| 11. August | Ulrich II. von Winneden | Schweizer Abt      |       |       |

## September
| Tag           | Name                     | Beruf, bekannt als                                                  | Alter | Beleg |
| ------------- | ------------------------ | ------------------------------------------------------------------- | ----- | ----- |
| 14. September | Thomas Agni de Lentino   | sizilianischer Geistlicher und Lateinischer Patriarch von Jerusalem |       |       |
| 22. September | Witiko VI. von Rosenberg | böhmischer Adeliger aus dem Geschlecht der Rosenberger              |       |       |
| 29. September | Balian von Arsuf         | Herr von Arsuf, Konstabler und Bailli von Jerusalem                 |       |       |

## Oktober
| Tag         | Name                   | Beruf, bekannt als                                        | Alter | Beleg |
| ----------- | ---------------------- | --------------------------------------------------------- | ----- | ----- |
| 17. Oktober | Beatrix von Falkenburg | dritte Gemahlin des deutschen Königs Richard von Cornwall |       |       |
| 17. Oktober | Mastino I. della Scala | Herr von Verona                                           |       |       |
| 27. Oktober | Walter of Merton       | englischer Lordkanzler und Bischof von Rochester          |       |       |

## November
| Tag          | Name                      | Beruf, bekannt als | Alter | Beleg |
| ------------ | ------------------------- | ------------------ | ----- | ----- |
| 16. November | Engelbert I. von der Mark | Graf von der Mark  |       |       |

## Dezember
| Tag          | Name      | Beruf, bekannt als                                                              | Alter | Beleg |
| ------------ | --------- | ------------------------------------------------------------------------------- | ----- | ----- |
| 13. Dezember | Johann I. | zweiter Herzog zu Braunschweig und Lüneburg bis zur Teilung des Herzogtums 1269 |       |       |

## Datum unbekannt
| Tag | Name                       | Beruf, bekannt als                                              | Alter | Beleg |
| --- | -------------------------- | --------------------------------------------------------------- | ----- | ----- |
|     | An-Nawawī                  | sunnitischer Gelehrter                                          |       |       |
|     | Boresch II. von Riesenburg | tschechischer Adliger und Politiker                             |       |       |
|     | Hugo V. von Tübingen       | Pfalzgraf von Tübingen                                          |       |       |
|     | Hugues de Revel            | Großmeister des Malteserorden                                   |       |       |
|     | Irmgard von Braunshorn     | deutsche Adelige des Mittelalters                               |       |       |
|     | Jakob von Batrun           | Adliger in der Grafschaft Tripolis                              |       |       |
|     | Johann von Batrun          | Herr von Batrun                                                 |       |       |
|     | Konstantin Tich Assen      | bulgarischer Herrscher                                          |       |       |
|     | Madog ap Gruffydd          | Lord von Powys (Wales)                                          |       |       |
|     | Muhammad I. al-Mustansir   | Kalif der Hafsiden in Ifriqiya                                  |       |       |
|     | Ulrich von Straßburg       | Theologe und Dominikaner                                        |       |       |
|     | Jakob Swetoslaw            | bulgarischer Boljar und Despot, Herrscher von Widin             |       |       |
|     | Witiko I. von Krumau       | böhmischer Adliger aus dem Krumauer Familienzweig der Witigonen |       |       |